# Королевская тропа

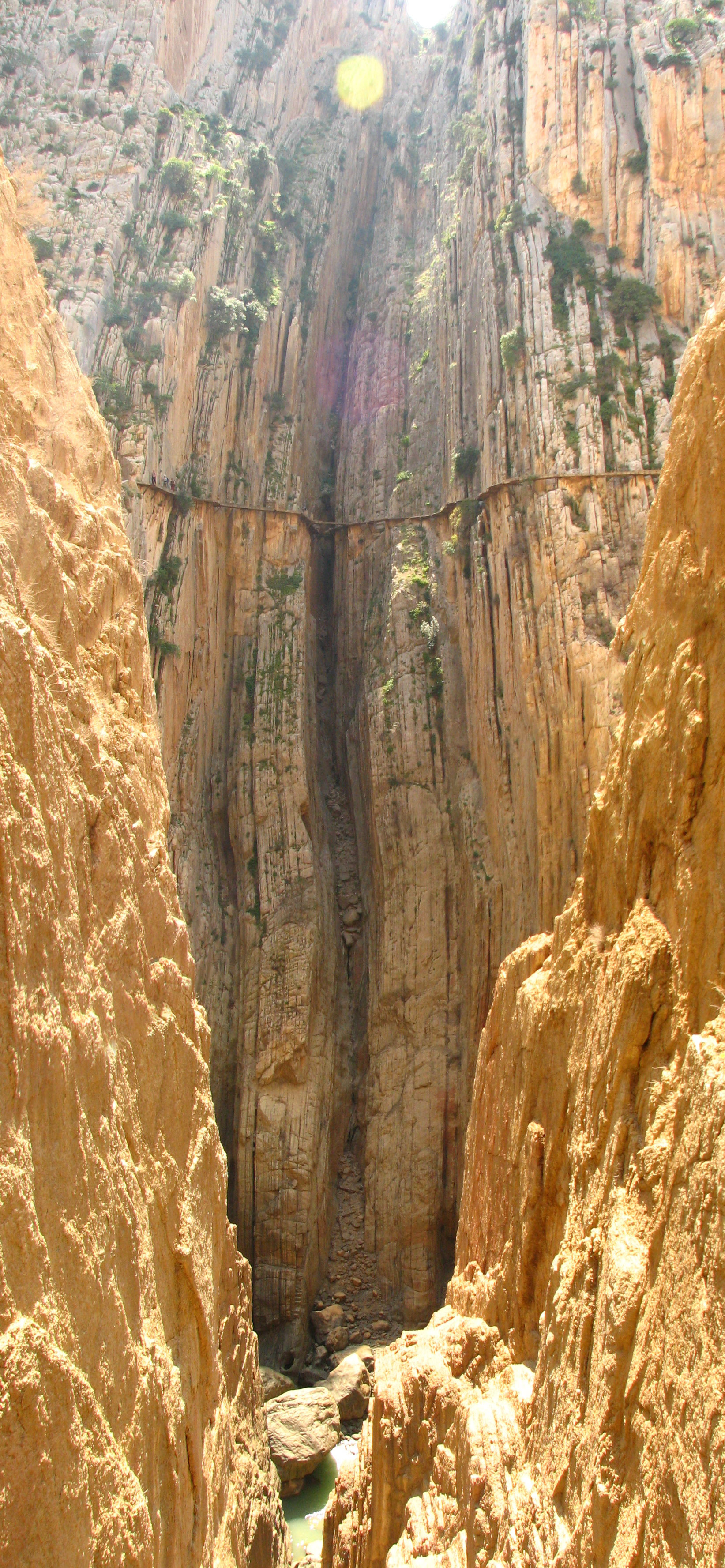
Королевская тропинка. Вид с земли

Королевская тропинка (исп. Caminito del Rey) — сооружение, состоящее из бетона и вбитых в скалу костылей и железнодорожных рельсов. Тропа расположена между водопадами Чорро и Гайтанехо в ущелье Эль Чорро около Алоры в Малаге, провинции Испании. Дорога расположена на очень большом расстоянии от земли, её протяжённость составляет 3 километра, ширина всего 1 метр. После перерыва на реконструкцию тропа была вновь открыта в 2015 году.

## История
Королевская тропа была создана в 1905 году, как вспомогательный путь для рабочих, занятых на строительстве гидротехнической плотины Конде дель Гвадалорсе, с одной стенки каньона на другую. После окончания строительства король Испании Альфонсо XIII, чтобы посетить церемонию открытия плотины, прошёл по этой тропинке, наблюдая за сооружением, и в честь этого тропинка получила название «El Caminito del Rey» — Тропинка короля.
Несмотря на то, что официально Королевская тропа была закрыта для посещений, многие люди, не боящиеся высоты, всё же проходили её, применяя страховочное оборудование в виде фала с карабином, который пристёгивался к стальным страховочным тросам, специально протянутым вдоль самых опасных мест пути, где не было поручней.
На многих видеосервисах, таких как YouTube и Flixxy.com. размещены видеоролики, посвящённые именно такому экстремальному прохождению данной тропы.
В 2006 году правительство Андалуcии разработало проект ремонта этой дороги, для её последующего открытия как официального туристического маршрута. Бюджет проекта составлял 7 миллионов евро.
Тропа была открыта 29 марта 2015 года и упомянута в списке лучших новых достопримечательностей путеводителя «Lonely planet».
На тропе гибли люди, причём не только во время строительства, но и после открытия пути, даже несмотря на то, что тропа имеет сетчатое ограждение. В напоминание о жертвах Королевской тропы есть мраморная памятная табличка с их именами.